# Arquidiocese de Vancouver
A Arquidiocese de Vancouver (Archidiœcesis Vancuveriensis) é uma circunscrição eclesiástica da Igreja Católica situada em Vancouver, Columbia Britânica, Canadá. Seu atual arcebispo é Richard William Smith. Sua Sé é a Catedral do Santo Rosário.
Possui 77 paróquias servidas por 198 padres, contando com 2.668.099 habitantes, com 17,5% da população jurisdicionada batizada.

## História
O vicariato apostólico da Columbia Britânica foi eregido em 14 de dezembro de 1863, recebendo o território da diocese da Ilha de Vancouver (atual diocese de Victoria).
Em 2 de setembro de 1890 o vicariato apostólico fu elevado a diocese com a bula Vicarium pastoris do Papa Leão XIII e assume o nome de diocese de New Westminster.
Em 27 de julho de 1894 cede uma parte do seu território em vantagem da ereção da prefeitura apostólica do Alaska (atual diocese de Fairbanks).
Em 19 de setembro de 1908 por efeito do breve In sublimi Principis do papa Pio X é elevada ao posto de arquidiocese metropolitana e assume o nome atual.
Em 22 de fevereiro de 1936 e em 22 de dezembro de 1945 cedeu partes do seu território em vantagem da ereção respectivamente da diocese de Nelson e de Kamloops.

## Prelados
| #                   | Nome                              | Período    | Notas                        |
| Arcebispos          | Arcebispos                        | Arcebispos | Arcebispos                   |
| ------------------- | --------------------------------- | ---------- | ---------------------------- |
| 10º                 | Richard William Smith             | 2025-      | Atual                        |
| 9º                  | John Michael Miller, C.S.B.       | 2009-2025  | Arcebispo emérito            |
| 8º                  | Raymond Roussin, S.M. †           | 2004-2009  |                              |
| 7º                  | Adam Joseph Exner, O.M.I. †       | 1991-2004  |                              |
| 6º                  | James Francis Carney †            | 1969-1990  |                              |
| 5º                  | Martin Michael Johnson †          | 1964-1969  |                              |
| 4º                  | William Mark Duke †               | 1931-1964  |                              |
| 3º                  | Timothy Casey †                   | 1912-1931  |                              |
| 2º                  | Neil McNeil †                     | 1910-1912  | Nomeado Arcebispo de Toronto |
| 1º                  | Augustin Dontenwill, O.M.I. †     | 1908       |                              |
| Arcebispo-coadjutor |                                   |            |                              |
|                     | John Michael Miller, C.S.B.       | 2007-2009  |                              |
|                     | Martin Michael Johnson            | 1954-1964  |                              |
|                     | William Mark Duke                 | 1928-1931  |                              |
| Bispos              |                                   |            |                              |
| 3º                  | Augustin Dontenwill, O.M.I. †     | 1899-1908  |                              |
| 2º                  | Pierre-Paul Durieu, O.M.I. †      | 1890-1899  |                              |
| 1º                  | Louis-Joseph D'Herbomez, O.M.I. † | 1863-1890  |                              |
| Bispos-coadjutores  |                                   |            |                              |
|                     | Augustin Dontenwill, O.M.I.       | 1897-1899  |                              |
|                     | Pierre-Paul Durieu, O.M.I.        | 1875-1890  |                              |
| Bispos auxiliares   |                                   |            |                              |
|                     | Lawrence Sabatini, C.S.           | 1978-1982  | Nomeado Bispo de Kamloops    |
|                     | James Francis Carney              | 1966-1969  | Elevado a Arcebispo          |
|                     | Edward Quentin Jennings           | 1941-1946  | Nomeado Bispo de Kamloops    |